# L'Anse
L'Anse is een plaats (village) in de Amerikaanse staat Michigan, en valt bestuurlijk gezien onder Baraga County.

## Demografie
Bij de volkstelling in 2000 werd het aantal inwoners vastgesteld op 2107.
In 2006 is het aantal inwoners door het United States Census Bureau geschat op 1992, een daling van 115 (-5,5%).

## Geografie
Volgens het United States Census Bureau beslaat de plaats een oppervlakte van
6,6 km², geheel bestaande uit land. L'Anse ligt op ongeveer 206 m boven zeeniveau.

## Plaatsen in de nabije omgeving
De onderstaande figuur toont nabijgelegen plaatsen in een straal van 44 km rond L'Anse.